# Leskovac
Leskovac (Servisch: Лесковац) is een stad gelegen in het district Jablanica in Centraal-Servië. In 2011 telde de stad 144.206 inwoners.

## Plaatsen in de gemeente
| - Babičko - Badince - Barje - Belanovce - Beli Potok - Bistrica - Bobište - Bogojevce - Bojišina - Boćevica - Bratmilovce - Brejanovce - Brestovac - Brza - Bričevlje - Bukova Glava - Bunuški Čifluk - Velika Biljanica - Velika Grabovnica - Velika Kopašnica - Velika Sejanica - Veliko Trnjane - Vilje Kolo - Vina - Vinarce - Vlase - Vučje - Gagince - Golema Njiva - Gorina - Gornja Bunuša - Gornja Jajina - Gornja Kupinovica - Gornja Lokošnica - Gornja Slatina - Gornje Krajince - Gornje Sinkovce - Gornje Stopanje - Gornje Trnjane - Gornji Bunibrod - Gradašnica - Grajevce - Graovo - Grdanica - Grdelica - Grdelica (selo) - Guberevac - Dedina Bara - Dobrotin - Donja Bunuša | - Donja Jajina - Donja Kupinovica - Donja Lokošnica - Donja Slatina - Donje Brijanje - Donje Krajince - Donje Sinkovce - Donje Stopanje - Donje Trnjane - Donji Bunibrod - Draškovac - Drvodelja - Drćevac - Dušanovo - Žabljane - Živkovo - Žižavica - Zagužane - Zalužnje - Zlokućane - Zloćudovo - Zoljevo - Igrište - Jarsenovo - Jašunja - Jelašnica - Kaluđerce - Karađorđevac - Kaštavar - Kovačeva Bara - Kozare - Koraćevac - Krpejce - Kukulovce - Kumarevo - Kutleš - Leskovac - Lipovica - Ličin Dol - Mala Biljanica - Mala Grabovnica - Mala Kopašnica - Manojlovce - Međa - Melovo - Milanovo - Miroševce - Mrkovica - Mrštane - Navalin | - Nakrivanj - Nesvrta - Novo Selo - Nomanica - Oraovica (Grdelica) - Oraovica (Crkovnica) - Orašac - Oruglica - Padež - Palikuća - Palojce - Petrovac - Pečenjevce - Piskupovo - Podrimce - Predejane - Predejane (selo) - Presečina - Priboj - Ravni Del - Radonjica - Razgojna - Rajno Polje - Rudare - Svirce - Slavujevce - Slatina - Smrdan - Strojkovce - Stupnica - Suševlje - Todorovce - Tulovo - Tupalovce - Turekovac - Crveni Breg - Crkovnica - Crcavac - Čekmin - Čifluk Razgojnski - Čukljenik - Šainovac - Šarlince - Šišince |